# Olaf I. (Dänemark)
Olaf I. Hunger, dän. Oluf I. Hunger (* 1050; † 18. August 1095) war vom 10. Juli 1086 bis zu seinem Tod König von Dänemark aus dem Haus Estridsson. 
Er war illegitimer Sohn von Sven II. Estridsen. 1080 wurde er Jarl von Jütland und führte in dieser Zeit ständig Bürgerkriege gegen seinen Bruder Knut IV. 1085/86 wurde er gefangen genommen.
Nach dem gewaltsamen Tod seines Bruders am 10. Juli 1086 in der Kirche von St. Alban in Odense folgte Olaf diesem auf dem Thron nach, obwohl er zu diesem Zeitpunkt noch in der Verbannung in Flandern lebte. In den Überlieferungen wird er als habgierig und ungerecht beschrieben. Seine Regierungszeit wurde von Missernten überschattet, die Bauernunruhen hervorriefen und ihm den Beinamen „Hunger“ eintrugen.
Er starb im August 1095 unter etwas mysteriösen Umständen. Anhänger seines ermordeten Vorgängers Knut IV. behaupteten, dass die Hungersnot eine Strafe Gottes sei. Olaf und seine Brüder Ubbe, Harald und Niels waren ursprünglich Alliierte gegen König Knut IV. Einige seiner Gegner verwendeten dies gegen ihn und machten den König für die Hungersnot verantwortlich. Es wird spekuliert, dass er sich selbst getötet hat.
Er war verheiratet mit Ingegerd von Norwegen, Tochter des Königs Harald III. Hardråde von Norwegen.